# Traun (Dunăre)
Traun este un afluent cu o lungime de 153 km, de pe versantul drept al Dunării. Râul este situat în Steiermark, Austria Superioară, pe cursul său mijlociu are un debit de 135 m³/s. Intre localitățile Enns și Traun se află regiunea numită Traunviertel din Salzkammergut care poartă numele râului.